# Charles Edward Mansfield
Sir Charles Edward Mansfield, KCMG (* 11. Oktober 1828; † 1. August 1907 in Florenz) war ein britischer Offizier und Diplomat.

## Leben
Er war der sechste und jüngste Sohn des Sir James Mansfield († 1841), Gutsherr von Diggeswell House in Digswell bei Welwyn in Hertfordshire, aus dessen Ehe mit Mary Buchanan Smith, Tochter des US-amerikanischen Generals Samuel Smith. Zu seinen Brüdern zählte William Mansfield, 1. Baron Sandhurst.
Er trat in die British Army ein und erwarb am 1. September 1848 einen Offiziersposten als Ensign des 33rd Regiment of Foot. Er kämpfte von 1853 bis 1856 im Krimkrieg und 1857 beim Sepoyaufstand. 1831 wurde er zum Lieutenant, 1854 zum Captain und 1858 zum Major befördert.
Am 13. Juni 1859  heiratete er in Marylebone, London, Annie Eliza Margaret Ellis, Enkelin des Charles Ellis, 1. Baron Seaford. Die Ehe blieb kinderlos.
1865 wurde er als britischer Generalkonsul nach Warschau (damals Russland) entsandt und 1869 zum Lieutenant-Colonel befördert. 1876 wurde Mansfield als britischer General-Konsul der vereinigten Fürstentümer Moldau und Walachei nach Bukarest entsandt. Zwar waren die Fürstentümer Moldau und Walachei bereits zum Staat Rumänien vereint, die internationale Anerkennung erfolgte aber erst 1878. Die britische Königin ernannte ihn bereits im Oktober 1877 zum Generalkonsul in Rumänien. Nach seinem Einsatz in Bukarest wurde er 1878 wurde er zum Brevet-Colonel befördert und unter Halbsold aus dem aktiven Militärdienst entlassen.
Am 7. Juni 1878 wurde er als Ministerresident nach Bogotá (Kolumbien) entsandt. Anschließend wurde er 1881 zum britischen Ministerresidenten und Generalkonsul in Venezuela ernannt. 1887 wurde er britischer General-Konsul in Peru. Im selben Jahr wurde er in Anerkennung seiner Verdienste als Knight Commander des Order of St Michael and St George geadelt. 1894 wurde er in den Ruhestand versetzt und lebte in Florenz, wo er 1907 starb.